# Liste der Bischöfe von Gurk-Klagenfurt

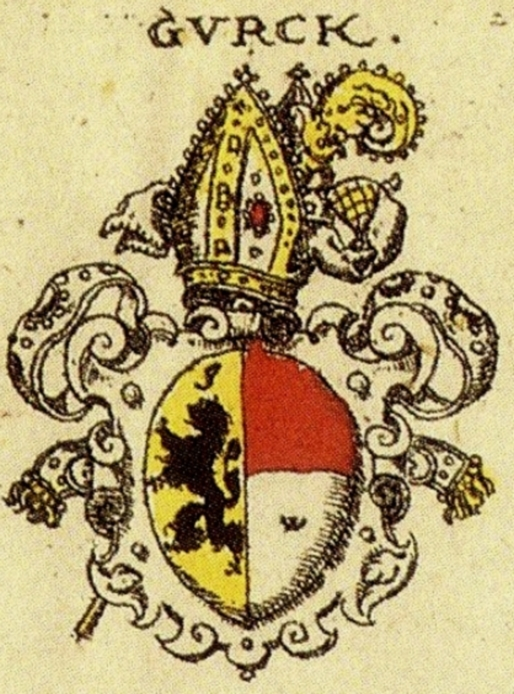
Wappen des Bistums Gurk nach Siebmachers Wappenbuch von 1605

Die folgenden Personen waren Bischöfe der Diözese Gurk-Klagenfurt:
- Günther von Krappfeld (1072–1090)
- Berthold von Zeltschach (1090–1106)
- Hiltebold (1106–1131)
- Roman I. (1131–1167)
- Heinrich I. (1167–1174)
- Roman II. von Leibnitz (1174–1179)
- Dietrich I. von Albeck (1179–1194)
  - Hermann von Ortenburg (1179–1180) (Gegenbischof)
- Wernher (1194–1195)
- Ekkehard (1196–1200)
- Walther von Vatz (1200–1213)
- Otto I. (1214) (Elekt)
- Heinrich II. von Pettau (1214–1217)
- Ulschalk (1217–1220)
- Ulrich I. von Ortenburg (1221–1253)
- Dietrich II. von Marburg (1253–1278)
- Johann I. von Ennsthal (1279–1281)
- Konrad I. von Luppurg (1282–1283) (Elekt)
- Hartnid von Lichtenstein-Offenberg (1283–1298)
- Heinrich III. von Helfenberg (1298–1326)
- Gerold von Friesach (1326–1333)
- Lorenz I. von Brunne (1334–1337)
- Konrad II. von Salmansweiler (1337–1344)
- Ulrich II. von Wildhaus (1345–1351)
- Paul von Jägerndorf (1351–1359)
  - Ulrich von Weißeneck (1351–1352) (Gegenbischof)
- Johann II. von Platzheim-Lenzburg (1359–1363)
- Johann III. von Töckheim (1364–1376)
- Johann IV. von Mayrhofen (1376–1402)
- Konrad III. von Hebenstreit (1402–1411)
- Ernst Auer von Herrenkirchen (1411–1432)
  - Lorenz II. von Lichtenberg (1432–1436) (Gegenbischof)
  - Hermann II. von Gnas (1432) (Gegenbischof)
- Johann V. Schallermann (1433–1453)
- Ulrich III. Sonnenberger (1453–1469)
- Sixtus von Tannberg (1470–1474)
- Lorenz III. von Freiberg (1472–1487)
- Georg Kolberger (1490) (Elekt)
- Raimund Peraudi (1491–1505)
- Matthäus Lang von Wellenburg (1505–1522)
- Hieronymus Balbi (1522–1526)
- Antonius Salamanca-Hoyos (1526–1551)
- Johann VI. von Schönburg (1552–1555)
- Urban Sagstetter (1556–1573)
- Christoph Andreas Freiherr von Spaur (1574–1603)
- Johann VII. Jakob Freiherr von Lamberg (1603–1630)
- Sebastian Graf von Lodron (1630–1643)
- Franz I. Graf von Lodron (1643–1652)
- Sigismund Franz, Erzherzog von Österreich-Tirol (1653–1665)
- Wenzeslaus Graf von Thun (1665–1673)
- Polykarp Graf von Kienburg (1673–1675)
- Johann VIII. Freiherr von Goëss (1675–1696)
- Otto II. de la Bourde (1697–1708)
- Jakob I. Maximilian Graf von Thun (1709–1741)
- Joseph I. Maria Graf von Thun (1741–1761)
- Hieronymus II. Graf von Colloredo (1761–1772)
- Joseph II. Anton Graf von Auersperg (1772–1783)
- Franz II. Xaver von Salm-Reifferscheidt (1783–1822)
- Jakob Peregrin Paulitsch (1824–1827)
- Georg Mayer (1827–1840)
- Franz Anton Gindl (1841)
- Adalbert Lidmansky (1842–1858)
- Valentin Wiery (1858–1880)
- Peter Funder (1881–1886)
- Josef Kahn (1887–1910)
- Balthasar Kaltner (1910–1914)
- Adam Hefter (1914–1939)
- Andreas Rohracher (1939–1945) (Kapitularvikar)
- Joseph Köstner (1945–1981)
- Egon Kapellari (1982–2001)
- Alois Schwarz (2001–2018)
- Josef Marketz (seit 2020)